# Yelizaveta Demirova
Yelizaveta Demirova née Savlinis (en russe, Демирова, Елизавета Валерьевна, née le 8 août 1987 à Gatchina) est une athlète russe, spécialiste du sprint.
Son club est de Saint-Pétersbourg. Ses meilleurs temps sont :
- sur 100 m, 11 s 30, obtenu à Moscou le 9 juillet 2011,
- sur 200 m, 22 s 62, obtenus le lendemain dans la même ville.

## Palmarès
| Date | Compétition           | Lieu   | Résultat | Épreuve   | Marque  |
| ---- | --------------------- | ------ | -------- | --------- | ------- |
| 2014 | Championnats d'Europe | Zurich | 3e       | 4 x 100 m | 43 s 22 |
| 2015 | Championnats du monde | Pékin  | -        | 4 x 100 m | DNF     |

## Records
| Épreuve | Performance | Lieu               | Date                           |
| ------- | ----------- | ------------------ | ------------------------------ |
| 100 m   | 11 s 22     | Yerino             | 6 juin 2015                    |
| 200 m   | 22 s 62     | Moscou Tcheboksary | 10 juillet 2011 6 juillet 2012 |

## Lien
- Ressources relatives au sport :   - Ligue de diamant
  - Olympedia
  - Tilastopaja
  - Track and Field Statistics
  - World Athletics